# GRB 980425
GRB 980425 – rozbłysk gamma trwający ok. 30 s, emitowany również w zakresie fal dłuższych niż gamma (promieniowanie rentgenowskie, ultrafioletowe, optyczne, podczerwone czy radiowe). Rozbłysk nastąpił niemal w tym samym czasie, co pobliski wybuch supernowej SN 1998bw, dostarczając pierwszych dowodów na to, że rozbłyski gamma mogą być powiązane z wybuchami supernowych.

## Obserwacje
Rozbłysk został odkryty 25 kwietnia 1998 o godz. 21:49 UTC przez aparaturę zainstalowaną na pokładzie włosko-holenderskiego satelity BeppoSAX. Trwał on ok. 30 sekund, a w jego Krzywej blasku odnotowano pojedynczy skok jasności. W czasie obserwacji wykonanych za pomocą aparatury Narrow Field Instruments (NFIs) ok. 10 godzin po wykryciu rozbłysku odkryto dwa niezależne źródła promieniowania rentgenowskiego o współrzędnych α = 19h 35m 04s i δ = -52° 48′ 33″ oraz α = 19h 35m 21s i δ = -52° 52′ 19″. Jego przesunięcie ku czerwieni wyniosło 0,008, co czyni go najbliższym znanym rozbłyskiem.

## Związek z supernową
Analizy krzywej blasku rozbłysku wykazały, że mógł on być spowodowany wybuchem supernowej. Był to pierwszy przypadek powiązania GRB z wybuchem supernowej.